# Après la tempête (film, 2001)
Pour les articles homonymes, voir Après la tempête.
Pour plus de détails, voir Fiche technique et Distribution.
Après la tempête, sous-titré Dominique Aubier, portrait d’une femme extraordinaire est un documentaire français réalisé par Joële van Effenterre, sorti en 2001.

## Synopsis
Joële van Effenterre interroge Dominique Aubier après la tempête de Noël de 1999. Dominique Aubier y présente ses étranges réflexions sur le sens des événements, le sens de nos vies, le sens des catastrophes naturelles qui ne cessent de s'accumuler. Ses propos tenus dans le film montrent la bizarrerie de ses théories : elle y parle notamment de l'« intention » du vent.

## Fiche technique
- Réalisation : Joële van Effenterre
- Image : Giorgos Arvanitis
- Musique : Norbert Aboudarham
- Son : Daniel Ollivier
- Montage : Joële van Effenterre
- Mixage : Gérard Lamps
- Société de production : Mallia (vidéo)
- Durée : 82 minutes
- Date de sortie : 
  - France : 11 avril 2001

## Personnages
- Dominique Aubier : elle-même
- Olivier Vergès : le jongleur
- Gamra Janati : une petite fille
- Florinda Janati : une petite fille

## Accueil critique
- « Ce pourrait être ridicule (ça l'est d'ailleurs parfois), mais c'est souvent, et contre toute attente, assez passionnant. Des éclairs de poésie, des idées fulgurantes traversent ce discours discutable mais cohérent. » (Jacques Morice, Télérama}
- « Plus Après la tempête avance et plus on se demande s'il s'agit d'un gag à prendre au dix-huitième degré, si la femme de 78 ans qui pérore en pleine crise de paranoïa aiguë va être évacuée dans une camisole de force avant le générique ou si, déguisé en docu sur le cyclone ayant balayé la France en décembre 1999, l'on est en présence d'un prêche cabaliste en bonne et due forme. Probablement un peu des trois, en fait ! » (Didier Péron, Libération)
- « Le film enregistre une heure et quelque vingt minutes de ce discours-fleuve, sans envisager une seconde qu'il pourrait être sinon contredit, du moins discuté. » (Jacques Mandelbaum, Le Monde)